# Victor Schamoni
Victor Schamoni (* 6. Dezember 1901 in Hamm; † 13. April 1942 bei Woronow, Sowjetunion) war ein deutscher Kunsthistoriker und Cineast.

## Familie
Schamoni wurde als Sohn des Bücherrevisors Adolf Wilhelm Schamoni (1867–1935) und seiner Frau Anna, geb. Veltmann (1872–1907), in Hamm geboren. Die Familie väterlicherseits stammt aus Geseke. Er hatte zwei jüngere Brüder, den katholischen Theologen Wilhelm Schamoni (1905–1991) und Albert Schamoni, Maler und Lyriker, der seit 1945 an der Ostfront vermisst wurde. Schamoni heiratete 1931 in Soest Maria Vormann, die 1982 ihr Erinnerungsbuch Meine Schamonis in der Nymphenburger Verlagsanstalt veröffentlicht hat. In dem Buch beschreibt sie ihre Ehegeschichte und die Karriere ihrer Söhne Victor (1932–1975), Peter (1934–2011), Thomas (1936–2014) und Ulrich (1939–1998), die als Cineasten seit den 1960er Jahren zu den Mitbegründern des Neuen Deutschen Films zählen.

## Leben
Schamoni versuchte sich schon seit Mitte der 1920er Jahre nach längeren Studienaufenthalten in Italien, Spanien und Paris in Berlin als Filmpublizist und Filmemacher zu etablieren. 1926 promovierte er an der Universität Münster Über die ästhetischen Möglichkeiten der Fotografie und des fotografischen Bewegungsbildes Film. Einen aktualisierten Teil dieser umfangreichen Arbeit hat er 1936 unter dem Titel Das Lichtspiel – Möglichkeiten des absoluten Films publiziert. Der Begriff „absoluter Film“ bezeichnet eine Strömung des deutschen Avantgarde-Films in den 1920er Jahren, der eng mit Filmkünstlern wie Viking Eggeling, Hans Richter, Walter Ruttmann und Oskar Fischinger verbunden ist.
1929 organisierte er im Auftrag der staatlichen Kunstbibliothek Berlin die Ausstellung „Der Gute Film“ (Werkbundausstellung Film und Foto). Vorher hatte er schon in Berlin seine Firma Fama-Film gegründet, in der er seine erste eigene Produktion Oberammergau – Das Dorf der Schauspieler des großen Passionsspieles realisierte und als Verleiher René Clairs Der Florentiner Hut in der deutschen Fassung von Walter Ruttmann herausbrachte. Erhalten sind seine Filme Soest – Westfalens ehrenreiche Hansastadt und Der Dom zu Köln aus dem Jahr 1932.
1939 wurde er zur Berliner Schutzpolizei eingezogen. Er versah seinen Dienst als Leutnant der Reserve zunächst bei der Zentrale der polizeilichen Film- und Bildstelle. 1941 zu einem Einsatz in den Osten beordert, wurde er in der Ukraine Zeuge von Deportationen und Massenerschießungen. Nach Berlin zurückgekehrt, informierte er Freunde und kirchliche Stellen über diese Verbrechen. Er wurde daraufhin zum Fronteinsatz vor Leningrad abkommandiert. Dort sei er am 13. April 1942 in der Nähe des Ortes Woronow südlich des Ladogasees bei Schanzarbeiten durch einen russischen Scharfschützen getötet worden. Ein Offizier soll der Witwe nach seinem Tod jedoch eine andere Version zu den Todesumständen ihres Mannes mitgeteilt haben. Sie schrieb in ihrem Buch dazu folgendes:

„Freunde meines Mannes wußten längst aus dem Innenministerium, daß er nicht mehr lebte. Mich besuchte dann noch ein Offizier. Er erzählte, daß man in der Dienststelle den Namen Schamoni nicht mehr nennen dürfe. Er deutete an, daß Victor Schamoni nicht von russischen Scharfschützen getroffen, sondern von den eigenen Leuten exekutiert worden sei. Vermutlich von den Polit-Offizieren, die zur Verleihung des EK 2 zu ihm an die Front gekommen waren und wohl in der Überzeugung handelten, das Problem Schamoni so am einfachsten aus der Welt zu schaffen.“

Josef Wirmer, ein Freund aus Quickborner Studentenzeiten, mit dem er bis zuletzt in engem Kontakt stand, wurde wegen aktiver Beteiligung am Widerstand gegen die NS-Diktatur 1944 in Berlin-Plötzensee hingerichtet.

## Publikationen
Schamoni hat zahlreiche Aufsätze für Zeitungen und Zeitschriften geschrieben.
- Das Lichtspiel. Möglichkeiten des absoluten Films. Reimann, Hamm 1936 (aktualisierte Dissertation, Universität Münster, 1926).
- Die Anfänge des absoluten Films in Deutschland. In: Der deutsche Film. 2. Jahrgang, Heft 9, März 1938, S. 242–244.